# Cinolină
Cinolina este un compus heterociclic, derivat de piridazină, cu formula chimică C
8H
6N
2. Este un izomer de diazanaftalină (de tipul benzopiridazină), la fel cum sunt și chinoxalina, ftalazina și chinazolina.

## Obținere

### Descoperire
Cinolina a fost obținută pentru prima dată în formă impură în urma reacției de ciclizare a alchinei o-C6H4(NH2)C≡CCO2H, obținându-se acidul 4-hidroxicinolin-3-carboxilic. Aceasta s-a decarboxilat și a suferit o eliminare a grupei hidroxil, obținându-se cinolina. Șirul de reacții a fost denumit sinteza Richter a cinolinei.

### Alte reacții
Se mai poate obține prin dehidrogenarea dihidrocinolinei cu oxid de mercur, și se poate izola sub formă de clorhidrat.
O altă metodă presupune electroliza (2-nitrofenetil)-propilaminei. Reacția se face cu amestec de metanol și apă și are un randament mediu:

### Derivați
Cinolinele se pot obține în urma sintezei Widman-Stoermer, o reacție de ciclizare a unei α-vinil-aniline cu acid clorhidric și azotit de sodiu:
Derivații săi se mai pot obține și în urma sintezei Neber-Bössel. Un exemplu este reacția de transformare a acidului 2-(2-aminofenil)-2-hidroxiacetic (1, R = H) la 3-hidroxicinolină (2, R = H):

## Proprietăți
Prezintă caracter bazic.